# Vogelwiekje
Het vogelwiekje (Dypterygia scabriuscula) is een nachtvlinder uit de familie van de uilen (Noctuidae). De voorvleugellengte bedraagt zo'n 16 millimeter. De soort komt verspreid over Europa en het westen van Azië voor. Hij overwintert als pop.

## Waardplanten
Het vogelwiekje heeft zuring en gewoon varkensgras als waardplanten, en misschien ook andere kruidachtige planten.

## Voorkomen in Nederland en België
Het vogelwiekje is in Nederland een algemene en in België een vrij algemene soort. De vlinder kent twee jaarlijkse generaties die vliegen van halverwege april tot halverwege augustus.